# سیارک ۱۰۰۴۱۶
سیارک ۱۰۰۴۱۶ (به انگلیسی: 100416 Syang، نامگذاری:1996CB) صد هزار و چهارصد و شانزدهمین سیارک کشف شده‌است که در ۲ فوریه ۱۹۹۶ کشف شد.